# Płaninowo
Płaninowowo (bułg. Планиново) – wieś w południowej Bułgarii, w obwodzie Chaskowo, w gminie Topołowgrad.